# Le Prix de la vérité (téléfilm, 1988)
Pour les articles homonymes, voir Le Prix de la vérité.
Scandal in a Small Town (Le Prix de la vérité) est un téléfilm américain d'Anthony Page diffusé en 1988.

## Fiche technique
- Titre original : Scandal in a Small Town
- Titre français : Le Prix de la vérité
- Réalisation : Anthony Page
- Scénario : Robert J. Avrech
- Musique : Mark Snow
- Direction artistique : Richard Sherman (supervision), Walter Shipley
- Décors : Lila Stephens
- Costumes : Robert M. Moore
- Photographie : Paul Lohmann
- Montage : Skip Schoolnik
- Production : Mark Carliner et Michele Rappaport
- Société de production : Carliner-Rappaport Productions
- Société de distribution : NBC
- Pays de production :  États-Unis
- Langue originale : anglais
- Format : couleur —  35 mm — 1,33:1 — son stéréo
- Genre : drame
- Durée : 91 minutes (1h31)
- Dates de première diffusion :
  - États-Unis : 10 avril 1988
  - France : 11 novembre 1988 (La Cinq)
  - Belgique : 30 septembre 1989

## Distribution
- Raquel Welch : Leda Beth Vincent
- Christa Denton : Julie Vincent
- Frances Lee McCain :  Gwendolyn McLeod
- Peter Van Norden : Mr. Gilbert
- Robin Gammell : Paul Martin
- Ronny Cox : George Baker
- Mickey Jones : Glenn
- Peter Palmer : Scottie
- Harold Pruett : Michael Bishop
- Ray Girardin : Don
- Peter Palmer : Scottie
- Ernie Lively : Jeremy Travis
- Arell Blanton : Jud
- Katherine McGrath : Verna
- Laurence Haddon : le juge Larson
- Helen Page Camp : Mrs. Bengston
- Madison Mason : Keith Ritter
- Scott Nell : Jason Travis
- Noni White : Clarisse